# كلية العلوم الإسلامية (جامعة صلاح الدين)
جامعة صلاح الدين كلية العلوم الإسلامية تقع في مدينة أربيل في محافظة أربيل في كردستان العراق تأسست سنة (2002-2003م ) شاملة أقساماً ثلاثة، وهي: الشريعة، والدراسات الإسلامية، والتربية الدينية.
تعتمد الكلية منهجاً علمياً راسخاً في إيصال العلوم الإسلامية لطلبتها وذلك عن طريق الاهتمام بالفكر الإسلامي المعاصر، ومزامنة القضايا المستجدة، والعناية بمقاصد الشريعة،  فضلا عن الاستفادة من العلوم النقلية والعقلية التي لا يستغني عنها طالب علم شرعي، والهدف من ذلك زيادة المهارة العلمية، وتنمية الخبرة في التعامل مع المسائل الطارئة والأحداث الراهنة، وإيجاد الحلول لها، وكذا محاربة الأفكار الإرهابية والمتطرفة، ومقارعة العقول المتحجرة بأدلة مقنعة مفحمة، والعمل على توعية الأفراد بمخاطره وأضراره. وتلعب الكلية دورا مهما في المجتمع من جانبين أساسيين، أحدهما: تهيئة كوادر متمكنة وملمة بمختلف العلوم الإسلامية لتتصدر منبر الإرشاد والنصح والتوجيه، وثانيهما التعاون الجاد مع مؤسسات حكومة إقليم كوردستان من خلال تقديم الإرشادات للمؤسسات التشريعية ( البرلمان)،  وكذا حماية أمن الدولة الأفكار العدوانية والمتطرفة التي تفضي إلى الدمار، وكذا التعاون مع وزارة الأوقاف والشؤون الدينية، والتنسيق مع المكتب التنفيذي لاتحاد علماء الدين الإسلامي عن طريق المشاركة في إصدار الفتاوى الشرعية للمسائل المستجدة.
والجدير بالذكر أن للكلية مركزا باسم (صلاح الدين الأيوبي للبحوث والدراسات الأكاديمية)، تجري سمينارات حول القضايا المعاصرة. كذلك،  تصدر الكلية مجلة يعالج فيها الكثير من القضايا والأمور لتلعب دورا حيوياً في  تثقيف المجتمع وتهذيبه.
كفاءات الكلية:
تمتلك الكلية من الخبرات التدريسية والكفاءات المعرفية ما يزيد على ( 66) عضوا من مختلف الألقاب العلمية، وتحتضن أكثر من ( 900 ) طالب بكالوريوس، و ( 45 ) طالب ماجستير، و (  17  ) طلب دكتوراه للسنة الدراسية 2016-2017